# Newtontoppen
Newtontoppen é a montanha mais alta de Svalbard, arquipélago ártico da Noruega, com 1717 m de altitude e igual proeminência topográfica. O seu isolamento é de 743,71 km.